# Fenster der Arbeiter (Cherrueix)

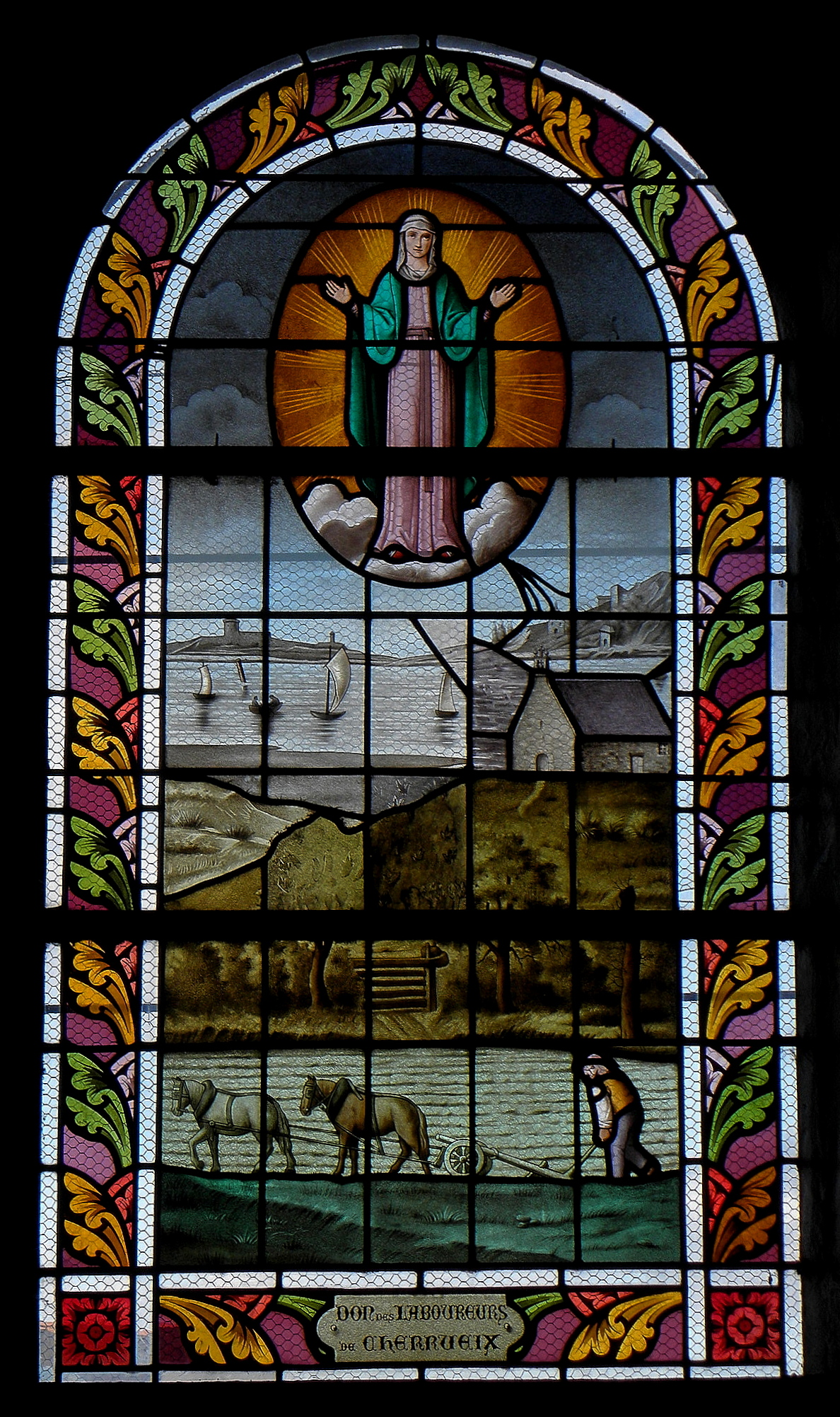
Fenster der Arbeiter in Cherrueix

Das Fenster der Arbeiter in der katholischen Kirche Notre-Dame in Cherrueix, einer französischen Gemeinde im Département Ille-et-Vilaine in der Region Bretagne, wurde im 19. Jahrhundert geschaffen. Das Bleiglasfenster wurde 1979 als Monument historique in die Liste der geschützten Objekte (Base Palissy) in Frankreich aufgenommen.
Das Fenster Nr. 3 wurde von den Arbeitern in Cherrueix gestiftet, wie die Inschrift ganz unten berichtet. Es stammt aus einer unbekannten Werkstatt. Das Fenster stellt eine ländliche Idylle am Meer mit einem pflügenden Bauern im Vordergrund dar. Oben ist Maria als Madonna im Strahlenkranz zu sehen.  
Ein weiteres Fenster in der Kirche, das Fenster der Seeleute, wurde von den Seeleuten des Ortes gestiftet.